# 6104 Takao
6104 Takao eller 1993 HZ är en asteroid i huvudbältet som upptäcktes den 16 april 1993 av de båda japanska astronomerna Kazuro Watanabe och Kin Endate vid Kitami-observatoriet. Den är uppkallad efter den japanska astronomen Takao Saito.
Asteroiden har en diameter på ungefär 8 kilometer.